# Hui I. von Qin
Herzog Hui I. von Qin (chinesisch 秦惠公, Pinyin Qín Huì Gōng, gestorben 492 v. Chr.) war von 500 v. Chr. bis 492 v. Chr. der 20. Herrscher der Zhou-Dynastie im chinesischen Vasallenstaat Qin, aus dem sich später die Qin-Dynastie entwickelte. Sein Vorfahrenname war Ying (嬴), Herzog Hui war sein Postumer Titel. Er war der erste der beiden Herrscher von Qin namens Herzog Hui
501 v. Chr. Starb Herzog Ai von Qin, Herzog Huis Großvater, nach 36 Jahren Herrschaft. Herzog Huis Vater, der den postumen Titel Herzog Yi (秦夷公) trug, war bereits vor Herzog Ai gestorben, weshalb Herzog Hui direkt auf seinen Großvater folgte. Er herrschte neun Jahre lang und starb 492 v. Chr. Sein Nachfolger war sein Sohn Herzog Dao von Qin.